# Amenucourt
Amenucourt egy község Franciaországban. Lakosainak száma 208 fő (2022. január 1.).

## Földrajza
Amenucourt Bray-et-Lû, Gasny, Chaussy, Chérence, La Roche-Guyon és Vexin-sur-Epte községekkel határos.

## Népessége
| Lakosok száma | 211  | 219  | 210  | 208  | 205  | 206  | 207  | 208  |
|               | 2015 | 2016 | 2017 | 2018 | 2019 | 2020 | 2021 | 2022 |